# Ronald Harwood
Pour l’article homonyme, voir Harwood.
Ronald Harwood, nom de plume de Ronald Horwitz, est un auteur, dramaturge et scénariste sud-africain anglophone, né le 9 novembre 1934 au Cap en Afrique du Sud et mort le 8 septembre 2020 dans le Sussex en Angleterre.

## Biographie
En 1951, après une enfance passée en Afrique du Sud, Ronald Harwood part à dix-sept ans pour Londres dans le but de suivre une carrière théâtrale. Après avoir assisté aux cours donnés par la Royal Academy of Dramatics Arts, il intègre la Shakespeare Company dirigée par Sir Donald Wolfit, l'un des plus grands metteurs en scène de théâtre et professeurs d'art dramatique britanniques de l'époque. Entre 1953 et 1958, Harwood est son habilleur lors de ses spectacles. Il évoque plus tard cette expérience dans la pièce The Dresser (L'Habilleur) et dans la biographie qu'il lui a consacrée : Sir Donald Wolfit CBE : His life and work in the Unfashionable Theater (Sir Donald Wolfit : sa vie et son œuvre pour un indémodable théâtre).
En 1960, il commence à publier plusieurs ouvrages. Très prolifique, Ronald Harwood rédige des pièces de théâtre, des romans et des essais ou d'autres œuvres non-fictionnelles. Il travaille par la suite beaucoup pour le cinéma mais plus comme adaptateur d'ouvrages préalablement écrits (y compris les siens comme The Dresser) que comme auteur de scénarios originaux.
L'univers de prédilection de Ronald Harwood est sans conteste celui des arts, des artistes et le monde de la scène comme les dépeignent ses pièces The Dresser, The Handyman, Tramway Road, The Guests, After the Lions (Après les lions) qui évoque la vie de Sarah Bernhardt, Another Time (Temps contre temps) qui narre le parcours d'un brillant pianiste ou encore Quartet qui a pour principaux personnages des chanteurs d'opéra vieillissants. Ses œuvres non-fictionnelles traitent également de ce sujet : All The World's a Stage au titre emprunté à William Shakespeare (Le Monde entier est une scène) se veut une histoire générale et complète du théâtre. Harwood fait également preuve d'un grand intérêt pour la Seconde Guerre mondiale. Il consacre plusieurs scénarios à cette période : Operation Daybreak réalisé par Lewis Gilbert, The Statement mis en scène par Norman Jewison, Le Pianiste de Roman Polanski ou encore Taking sides, le cas Furtwängler (Taking sides) d'István Szabó, adapté de sa pièce A Torts et à raison. Basés sur des histoires véridiques, ces deux derniers films ont d'ailleurs pour personnages centraux des musiciens célèbres (le pianiste Władysław Szpilman et le chef d'orchestre Wilhelm Furtwängler).
Ronald Harwood a également écrit les scénarios de La Version Browning de Mike Figgis et d'Adorable Julia d'István Szabó (tiré du roman de Somerset Maugham), avec Annette Bening et Jeremy Irons. Aussi a-t-il signé celui du Oliver Twist de Roman Polanski, du film de Julian Schnabel Le Scaphandre et le Papillon et de L'Amour au temps du choléra de Mike Newell, tiré du roman homonyme de Gabriel García Márquez.
En 2003, il obtient l'Oscar du meilleur scénario adapté pour Le Pianiste. Il avait déjà été nommé à cette récompense pour The Dresser de Peter Yates.
Ronald Harwood a été président de l'English PEN Club de 1989 à 1993 et de l'International PEN dont il a dirigé la section anglaise les quatre années suivantes. Il a dirigé entre 2001 et 2004 la Royal Society of Literature, dont il était membre depuis 1974, puis il est nommé président de la Royal Literary Fund en 2005. Chevalier de l'Ordre des Arts et des Lettres depuis 1996, Commandeur de l'Ordre de l'Empire britannique  en 1999 et Chevalier en 2010. Il a également été élu membre de l'Académie serbe des sciences et des arts, dans la section Langue et Littérature.
Il est le cousin de l'acteur Sir Antony Sher.

## Filmographie sélective
En tant que scénariste :
- 1968 : Diamonds for Breakfast de Christopher Morahan
- 1970 : One Day in the Life of Ivan Denisovich de Casper Wrede, d'après le roman d'Alexandre Soljenitsyne
- 1975 : Sept Hommes à l'aube (Operation: Daybreak) de Lewis Gilbert, d'après le roman d'Alan Burgess
- 1983 : The Dresser de Peter Yates, d'après sa pièce (production et scénario)
- 1991 : Tchin-Tchin d'après la pièce de François Billetdoux
- 1994 : Les Leçons de la vie (The Browning Version) de Mike Figgis, d'après la pièce de Terence Rattigan
- 1995 : Pleure, ô pays bien-aimé de Darrell Roodt, tiré du roman d'Alan Paton
- 2001 : Taking Sides : Le Cas Furtwängler (Taking sides) d'István Szabó, d'après sa pièce A Torts et à raisons
- 2002 : Le Pianiste de Roman Polanski, d'après l'autobiographie de Władysław Szpilman
- 2003 : Crime contre l'Humanité (The Statement) de Norman Jewison, tiré du roman de Brian Moore
- 2004 : Adorable Julia d'István Szabó, d'après le roman de Somerset Maugham
- 2005 : Oliver Twist de Roman Polanski, d'après le roman de Charles Dickens
- 2007 : Le Scaphandre et le Papillon de Julian Schnabel, d'après le témoignage de Jean-Dominique Bauby
- 2007 : L'Amour aux temps du choléra de Mike Newell, tiré du roman de Gabriel García Márquez
- 2008 : Australia de Baz Luhrmann
- 2012 : Quartet de Dustin Hoffman

## Théâtre
- 1980 : L'habilleur
- 1995 : À tort et à raison
- 2008 : Collaboration

## Distinctions
- 1996 : chevalier de l'ordre des Arts et des Lettres
- 1999 : commandeur de l'ordre de l'Empire britannique (CBE)
- 2010 : Knight Bachelor

## Récompenses
- 1996 : prix Stefan Mitrov Ljubisa pour sa contribution à la littérature européenne